# Sophie af Pommern
Sophie af Pommern (født 1498 i Stettin, død 13. maj 1568 i Slesvig by) var dronning af Danmark og Norge fra 1523 til 1533 som ægtefælle til kong Frederik 1.

## Liv og gerning
Sophie var den ældste datter af hertug Bugislav 10. af Pommern og Anna af Polen. Den 9. oktober 1518 blev hun i Slesvig gift med hertug Frederik af Slesvig og Holsten, der var blevet enkemand i 1514. Sophie blev herved stedmoder til Frederiks to børn Christian (1503-59) og Dorothea (1504-47). Ved sin kroning havde Sophie fået tillagt Lolland og Falster, slotte i henholdsvis Kiel og Plön med tilhørende amter samt byer i Holsten som livgeding.

### Dronningen
I 1523 overtog hertug Frederik den danske trone som Frederik 1. efter fordrivelsen af nevøen Christian 2. Frederik og Sophie fik sammen følgende børn:
- Hans den Ældre (1521-80), der forblev ugift,
- Elisabeth (1524-86), gift 1. gang med Magnus 3. af Mecklenburg-Schwerin (1509-50), gift 2. gang med hertug Ulrik 3. af Mecklenburg-Güstrow (1527-1603),
- Adolf (1526-86), gift med Christine af Hessen (1543-1604),
- Dorothea (1528-75), gift med hertug Christopher af Mecklenburg-Schwerin (1537-92),
- Frederik (1529-56), biskop i Hildesheim og Slesvig.

### Enkedronningen
Efter Frederik I's død i 1533 blev hun dog foreløbig boende på Gottorp med sine børn, først for at afvente det endelige udfald af kongevalget, siden fordi hendes livgeding under Grevens Fejde kom i fjendtlig besiddelse. I 1538 forlangte Christian III, at hun skulle tage ophold på slottet i Kiel og tiltræde sit livgeding, da udgifterne ved opholdet på Gottorp, der gik på hans regning, syntes ham for store. Dette skete også, men der var dog en del stridigheder mellem hende og Christian III angående styrelsen af livgedinget, som hun ville have enerådighed over, mens kongen og rigsrådet krævede medbestemmelsesret ved besættelsen af lensmandsposterne og forlangte, at slotslovene skulle lyde på kongen. I 1540 kom det til en overenskomst, hvorved Sophie i det væsentlige gav efter.

### Personlighed
Hun synes at have besiddet en vis lærdom og interesse for religiøse spørgsmål; en tysk salme, "Gott ist mein Heil, mein Hülf und Trost", tilskrives hende.

## Død og begravelse
Efter sin død i 1568 blev Sophie begravet i Slesvig Domkirke.